# Homo-slægten
Slægten Homo er samlebetegnelse for de arter, der er mest beslægtet med mennesket. De ældste arter er Homo rudolfensis, Homo habilis og Homo georgicus. De to førstnævnte er fra den østlige del af Afrika og formentlig opstået for 2-2,5 millioner år siden ud fra slægten Australopithecus. Næste trin udgøres af de to arter Homo ergaster og Homo erectus, der formentlig også opstår i Østafrika for 1,5-2 mio år siden, men for alvor betyder menneske-slægtens spredning til det eurasiske kontinent i løbet af den næste million år. De ældste primitive former af vores egen art Homo sapiens, dukker først op for ca. 200 tusind år siden (i Afrika). Arten Homo sapiens udskiller sig i mindst to underarter: Homo sapiens neanderthalensis og det nulevende menneske Homo sapiens sapiens, der er eneste nulevende repræsentant for slægten Homo.

## Arter
- †Homo rudolfensis
- †Homo habilis
- †Homo georgicus
- †Homo ergaster
- †Homo erectus
- †Homo floresiensis
- †Homo antecessor
- †Homo heidelbergensis
- †Homo rhodesiensis
- †Homo cepranensis
- †Homo naledi
- †Denisova hominin
- Homo sapiens
  - †Homo sapiens idaltu
  - †Homo sapiens neanderthalensis
  - Homo sapiens sapiens

## Fossile fund
Oversigt over fund af forskellige arter i slægten:
| Art (fossil)                                          | Fundets navn blandt forskere | Fundets alder  | Fundsted og -år                                               | Fundet af                                    |
| ----------------------------------------------------- | ---------------------------- | -------------- | ------------------------------------------------------------- | -------------------------------------------- |
| H. rudolfensis (underkæbe)                            | UR 501                       | 2,4 mio år     | Uraha i det nordlige Malawi                                   | Tyson                                        |
| H. rudolfensis (kranium)                              | KNM ER 1470                  | 1,9 mio år     | Koobi Fora, Kenya, 1972                                       | Bernard Ngeneo (beskrevet af Richard Leakey) |
| H. habilis (kranium)                                  | KNM ER 1813                  | 1,9 mio år     | Koobi Fora, Kenya, 1973                                       | Kamoya Kimeu                                 |
| H. habilis (ankel- og fodknogler)                     | OH 8                         | 1,8 mio år     | Olduvai, Tanzania, 1960                                       | Louis Leakey                                 |
| H. georgicus (kranium)                                | D 2700                       | 1,8 mio år     | Dmanisi, Georgien, 1991 (ældste Homo fundet uden for Afrika!) | David Lordkipanidze                          |
| H. habilis (underkæbe og kraniefragmenter)            | OH 7                         | 2,0-1,5 mio år | Olduvai, Tanzania, 1960                                       | Jonathan Leakey                              |
| H. habilis (kranium)                                  | Stw 53                       | 2,0-1,5 mio år | Sterkfontein, Sydafrika, 1976                                 | Alun R. Hughes                               |
| H. ergaster (næsten komplet kranium af voksen kvinde) | KNM ER 3733                  | 1,75 mio år    | Koobi Fora, Kenya, 1975                                       | Bernard Ngeneo                               |
| H. ergaster (kranieskal)                              | KNM ER 3883                  | 1,5 mio år     | Koobi Fora, Kenya, 1976                                       | Richard Leakey                               |
| H. ergaster (underkæbe)                               | KNM ER 992                   | 1,5 mio år     | Koobi Fora, Kenya, 1971                                       | Richard Leakey                               |
| H. erectus (kranieskal)                               | OH 9                         | 1,5-1,2 mio år | Olduvai, Tanzania, 1960                                       | Louis Leakey                                 |
| H. erectus (kranieskal)                               | Sangiran 2                   | 1,15 mio år    | Sangiran, Java, Indonesien, 1937                              | G. H. R. von Koenigswald                     |
| H. erectus (overkæbe)                                 | Sangiran 4                   | 900 tus år     | Sangiran, Java, Indonesien, 1939                              | G. H. R. von Koenigswald                     |
| H. erectus (kranieskal)                               | Trinil 2 (Java-mennesket)    | 850 tus år     | Trinil, Java, 1891                                            | Eugene Dubois                                |
| H. erectus (kranium)                                  | (Peking-mennesket)           | 500-400 tus år | Zhoukoudian, Kina, 1928                                       | W. C. Pei                                    |
|                                                       |                              |                |                                                               |                                              |

## Placering i menneskeabernes indbyrdes slægtskab
Mennesket er den eneste nulevende art af slægten Homo. Nærmeste nulevende slægtning er chimpanserne, tilhørende slægten Pan. Sammen med gorillaen udgør de underfamilien Homininae. Familien Hominidae udgøres derudover af de uddøde gigantopitheciner og den nulevende orangutang. Nærmeste slægtning herefter er gibbonerne, og så er der ikke flere nulevende menneskeaber.